# Annette Faive
Annette Suzanne Faive, née le 22 février 1911 à Paris et morte dans la même ville le 12 novembre 1988, est une peintre française.

## Biographie

### Famille
Annette Faive naît le 22 novembre 1911 dans le 18e arrondissement de Paris, de Victor Faive, négociant en vin, et Juliette Faive (née Nissen). Elle passe son enfance et son adolescence rue Lamarck, dans le 18e arrondissement avec son frère André, âgé de deux ans de plus qu'elle. Leurs parents sont tous les deux des artistes amateurs : leur père est comédien, et leur mère violoniste et contralto. Annette Faive évolue ainsi dans un milieu artistique, et montre tôt un talent dans plusieurs domaines : elle remporte des médailles aussi bien en compétition sportive qu’en piano, chant, théâtre, tout en suivant une scolarité brillante au collège Edgar Quinet.

### Formation
Elle entre ensuite à l’école Duperré, alors située dans la rue du même nom, et obtient son diplôme après quatre ans, en 1932. Elle rejoint ensuite à l’École nationale supérieure des beaux-arts, dans l’atelier de Lucien Simon, où elle fait la connaissance de Lucien Fontanarosa, qui deviendra son compagnon. Durant ses quatre années d’études à l’École nationale supérieure des beaux-arts, elle obtient plusieurs récompenses : le prix des Trois Arts en 1933, le prix Lefranc en 1934 et 1935, et le prix Marie Charles en 1935. Elle expose au salon de la Société nationale des beaux-arts en 1934 et en 1935. La même année, elle obtient le professorat de dessin des lycées et collèges.

## Carrière
En 1936, elle devient sociétaire de la Société nationale des beaux-arts. Cette même année, Lucien Fontanarosa reçoit le grand prix de Rome. Le couple séjourne pendant deux ans à la Villa Médicis, et se marie à Rome le 13 mai 1939.
À son retour à Paris en 1939, le couple s’installe dans un atelier rue Compans, près du parc des Buttes-Chaumont. La même année, Annette Faive aide Fontanarosa pour la commande d’une fresque de 36 m2 sur l’eau, pour la décoration de l'une des portes du pavillon de la France à l’Exposition internationale de la technique de l'eau de 1939,,.
Elle expose à nouveau à la Société nationale des beaux-arts, et en 1942 l’État fait l'acquisition d'une nature morte. En 1942, 1944, et 1946, le couple a trois enfants : Patrice, Frédérique, et Renaud, qui deviendront tous musiciens,.
En 1951, elle réalise un buste pour la stèle de Danielle Casanova, résistante française morte du typhus à Auschwitz en 1943. Il est présenté lors d’une soirée commémorative à la salle Pleyel le 10 mai 1951, et est aujourd’hui visible dans le cimetière de Piana en Corse.
Elle réalise également des bustes d’enfants et crée des foulards en soie qu'elle signe du nom de sa mère, Nissen.
Annette Faive enseigne ensuite à l’école Duperré, où elle avait elle-même étudié, en 1957, 1960, et 1962. En 1960 et 1964, elle y est membre du conseil de perfectionnement. De 1961 à 1971, elle est professeure de dessin documentaire à l’Union centrale des Arts décoratifs, rue Beethoven à Paris.
En 1964, la famille emménage au 32, cité des Fleurs, dans le 17e arrondissement de Paris. Les enfants sont désormais autonomes, et en 1967 Faive reprend son activité de peintre de façon plus soutenue. Elle expose dans les salons de Creil (1971), Mantes-la-Jolie (1973), Fontainebleau (1975).

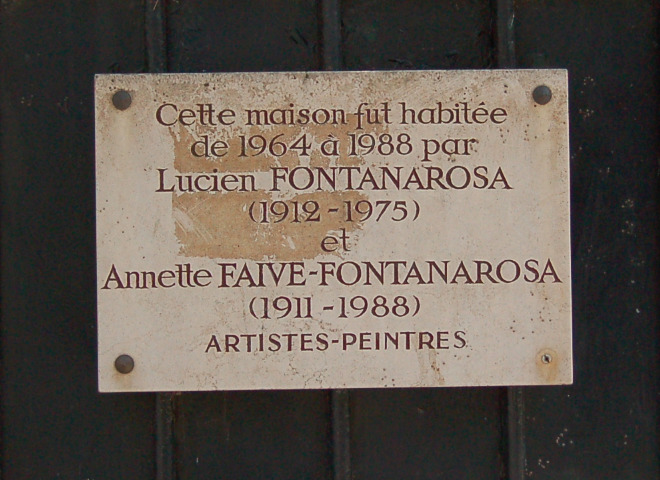
Plaque commémorative dans la cité des Fleurs.

En 1973, elle réalise sur commande un portrait de Michel Cépède, alors président de la FAO, qui est depuis exposé dans la salle du conseil de l’organisation à Rome.
En 1975, la ville de Mantes lui achète une œuvre et la ville de Vars (Hautes-Alpes) lui consacre une exposition particulière. Le 27 avril 1975, son mari Lucien Fontanarosa meurt. À l’aide de ses enfants et de nombreux amis, Annette Faive entreprend de réunir tout ce qui concerne l’œuvre de son mari et publie un premier ouvrage sur celui-ci la même année.
Faive voyage en Russie, Suisse, Égypte, et en Italie. Elle en peint des paysages et des scènes de la vie quotidienne.

## Prix et distinctions
- prix des Trois Arts de l’École nationale supérieure des beaux-arts, 1933[2]
- prix Lefranc, 1934 et 1935[2]
- prix Marie Charles, 1935[2]
- médaille d'argent au Salon des artistes français, 1978[2]
- prix Raymond Rivoire de la Fondation Taylor au Salon des artistes français, 1980[2]

## Postérité
L’école municipale des arts Lucien Fontanarosa - Annette Faive d’Orly, inaugurée le 17 novembre 2000, porte le nom d'Annette Faive et de son mari.